# Rione Alto
Il Rione Alto è un rione di Napoli, sorto a cavallo degli anni sessanta e settanta nella circoscrizione Vomero-Arenella, presso la zona ospedaliera.

## Etimologia e storia
Deve il suo nome al fatto di essere collocato nella parte più alta della collina del Vomero, un'area agreste assai poco popolata fino alla metà del XX secolo, edificata in maniera imponente solo a partire dagli anni sessanta, quando, esauritisi gli spazi nel Vomero, fu aggirato il vincolo di inedificabilità intorno all'ospedale Giovanni Pascale, rendendo così possibile uno degli interventi speculativi più redditizi della storia urbana di Napoli, determinato dall'altissimo incremento di valore acquisito dalle aree fabbricabili del Rione Alto.
Dell'edificazione del quartiere ne ha parlato in un'intervista l'imprenditore e ingegnere Corrado Ferlaino:

## Architettura e urbanistica
La struttura del Rione Alto è costituita prevalentemente da un intreccio di strade piuttosto ristrette, risultanti dagli spazi esigui rimasti liberi fra i vari edifici, costruiti senza alcun ordine.
Le due principali vie del rione, via Jannelli e via San Giacomo dei Capri, sono rimaste uguali in lunghezza, larghezza e percorso rispetto alle loro condizioni nei secoli scorsi, quando erano al servizio solo di capre e carretti agricoli. In particolare, la via Jannelli è fortemente trafficata perché collega il Rione Alto allo svincolo Camaldoli della Tangenziale di Napoli.
Il Rione Alto è stata una delle prime aree ad essere servita dalla nuova Metropolitana Collinare (poi Linea 1) con la Stazione Rione Alto, che ha consentito una facile mobilità in direzione del centro del Vomero.

## Descrizione
Trattandosi di una zona di recente urbanizzazione, il Rione Alto possiede scarse preesistenze, peraltro tutte fortemente alterate dai profondi cambiamenti intervenuti nell'ultimo trentennio del XX secolo. A ciò si aggiunge la mancanza di veri centri di aggregazione sociale (piazze, giardini) dovuta agli eccessi dell'edilizia speculativa, tant'è vero che la successiva realizzazione della stazione Rione Alto della Linea 1 della metropolitana, non essendovi ulteriori spazi utili allo scopo, si è tradotta in un notevole restringimento della carreggiata stradale (occupata necessariamente dai relativi accessi e discenderie, nonché dal pozzo di stazione) di via Pasquale del Torto e parte di via Giulio Palermo, il che ha comportato altresì sostanziali varianti alla viabilità dell'intero rione con l'istituzione di sensi unici in varie strade.

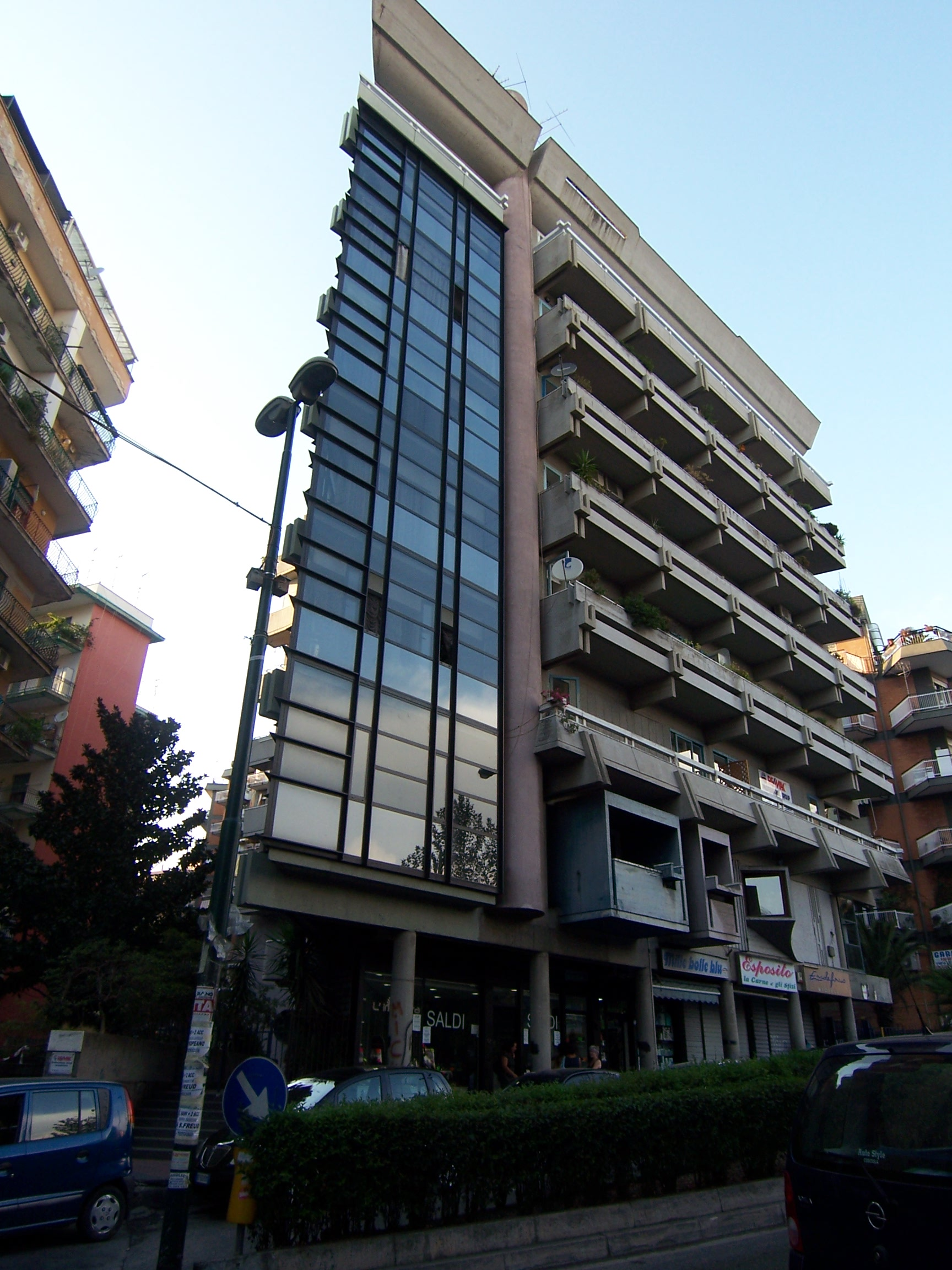
Edificio Residenziale di via San Giacomo dei Capri, opera dell'architetto Aldo Loris Rossi

Nella zona di largo dei Cangiani esisteva in passato un piccolo nucleo abitativo agricolo attorno alla Cappella dei Cangiani, una chiesetta contenente un'icona di Santa Maria di Costantinopoli, fatta erigere alla fine del Cinquecento dalla famiglia Cangiano, che aveva notevoli possedimenti da quelle parti. A cavallo tra l'Ottocento e il Novecento, dopo un restauro della chiesetta, si costruì nei pressi di essa una chiesa più grande, divenuta parrocchia autonoma (Parrocchia di S.Maria di Costantinopoli a Cappella Cangiani) dal 1925, restaurata nel 1951. Tra il 1969 e il 1976, in conseguenza dell'esplosione demografica della Arenella  Alto, si giunse alla costruzione dell'attuale nuova Chiesa su progetto del napoletano Alberto Izzo, dall'ariosa nuova sistemazione, in cui risultano ben assorbite testimonianze antiche.
In uno slargo di via Freud è stata collocata nel 1999 una statua dedicata al celebre attore comico partenopeo Antonio De Curtis inaugurata per l'occasione dalla figlia Liliana De Curtis, e l'area, pedonalizzata e ripavimentata, è stata denominata Piazzetta Totò (il toponimo tuttavia, pur divenuto noto alla popolazione residente della zona, non è mai stato ufficializzato dal Comune di Napoli). La statua, più volte imbrattata dai vandali con scritte e vernici (in un'occasione fu perfino dipinto di nero il volto), ha trovato nel 2008 una tutela maggiore in seguito alla apposizione di una recinzione all'intera aiuola in cui è collocata.
Altri luoghi di rilievo sono i giardinetti sul primo tratto di via Domenico Fontana, dedicati all'attrice napoletana Tina Pica, deceduta in solitudine e quasi dimenticata nella casa di un suo nipote sita nella vicina via Bernardo Cavallino nel 1968.
Di rilievo architettonico è l'edificio residenziale sito in via S.Giacomo dei Capri e progettato da Aldo Loris Rossi, dai distintivi modelli wrightiani e lecorbusiani.
Nella zona del Ponte sotto via Fontana, sopravvivono alcune delle ville della vecchia Via Montedonzelli (Casina Russo, Villa Donzelli, Villa Paradiso). Distrutta invece la grande Villa Rota, per far posto al parco Il Poggio.
Anche a via San Giacomo dei Capri, esistevano un tempo, oltre a modeste case rurali, alcune ville (Villa Tammaro, la Villa dell'avvocato e Ministro del Re, Pasquale Grippo, Villa Clemenza e Villa Pellerano, Villa Tafuri, Villa Giordano, Villa Valentino), solo alcune delle quali sopravvissute tra cui, per l'appunto, Villa Pellerano e Villa Valentino recentemente restaurata dall'avv. P. Valentino. Fu edificata nel 1889 dal Commendatore Giovanni Valentino come casa di vacanza; l'arrivo della famiglia era, infatti, annunciato dall'apposizione, ad opera della servitù, di due levrieri di porcellana bianca sulla Torretta della Villa . Durante la seconda guerra mondiale le cantine erano utilizzate come ricovero durante i bombardamenti.
Nella parte alta della via persiste tuttora una malandata Cappella ottocentesca.